# Balacra furva
Balacra furva là một loài bướm đêm thuộc phân họ Arctiinae, họ Erebidae.